# Галерея красавиц
Галерея красавиц или Галерея красоты (нем. Schönheitengalerie) расположена в бывшей столовой южного крыла главного дворца дворцово-паркового ансамбля Нимфенбург, предназначенного для личных апартаментов супруг курфюрстов из дома Виттельсбахов (в XIX веке — баварских королев). Это одна из характерных для эпохи романтизма портретных галерей (наподобие Военной галереи и Вальхаллы).
Серия из 36 портретов красивых женщин была выполнена Йозефом Штилером по заказу короля Людвига I для мюнхенской резиденции. Написанные в 1827—1850 годах картины ориентируются на идеал красоты Людвига I, а не на социальный статус портретируемых. Немецкие принцессы и простые горожанки, как, например, Хелена Зедльмайр, дочь мюнхенского сапожника, равноправно соседствуют друг с другом. Романтизм и бидермейер, а также не в последнюю очередь пристрастие короля к южным странам, таким, как Италия или Греция, находят отражение в этих изображениях прелестных девушек и молодых женщин.

## Галерея

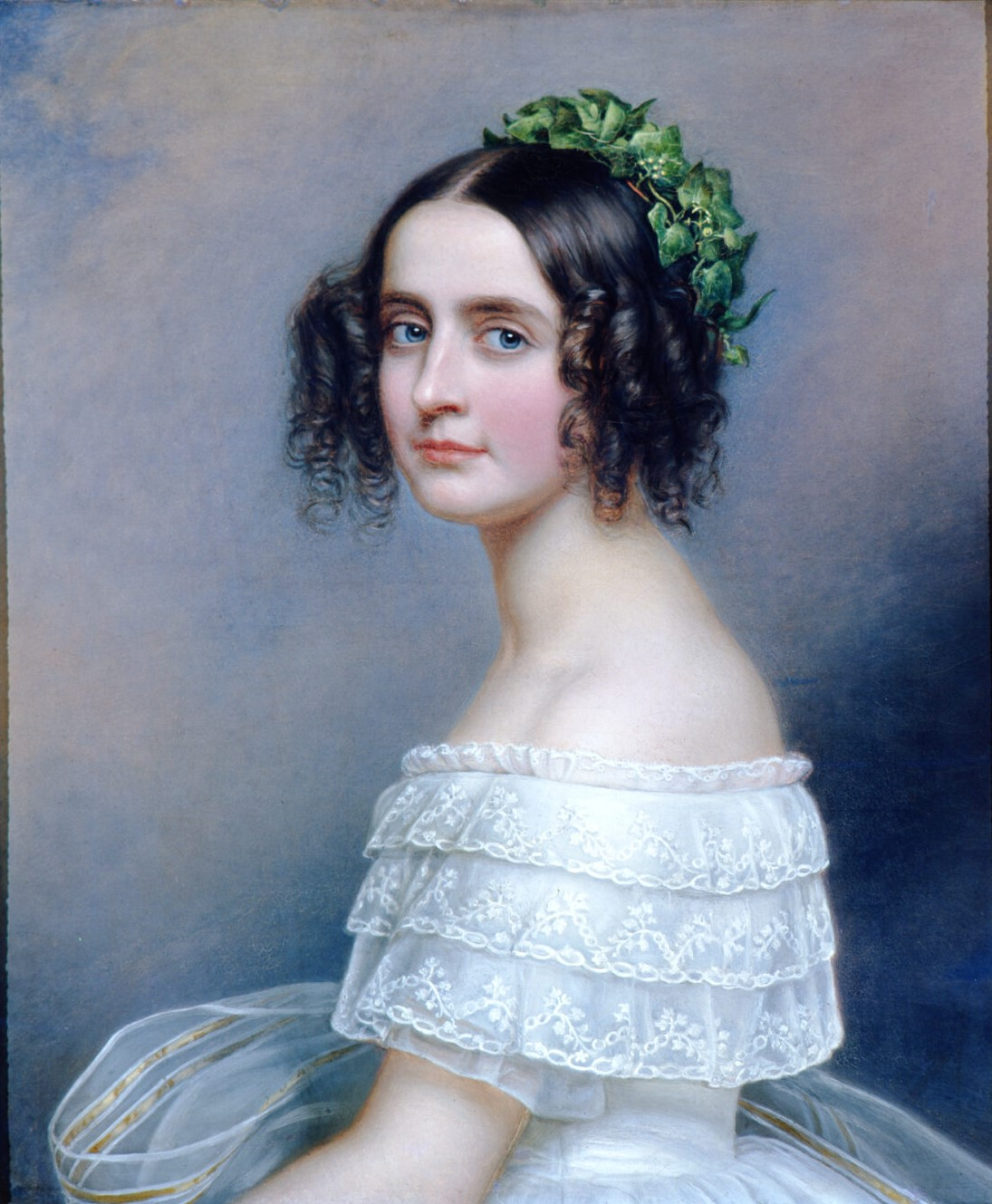
Александра Баварская
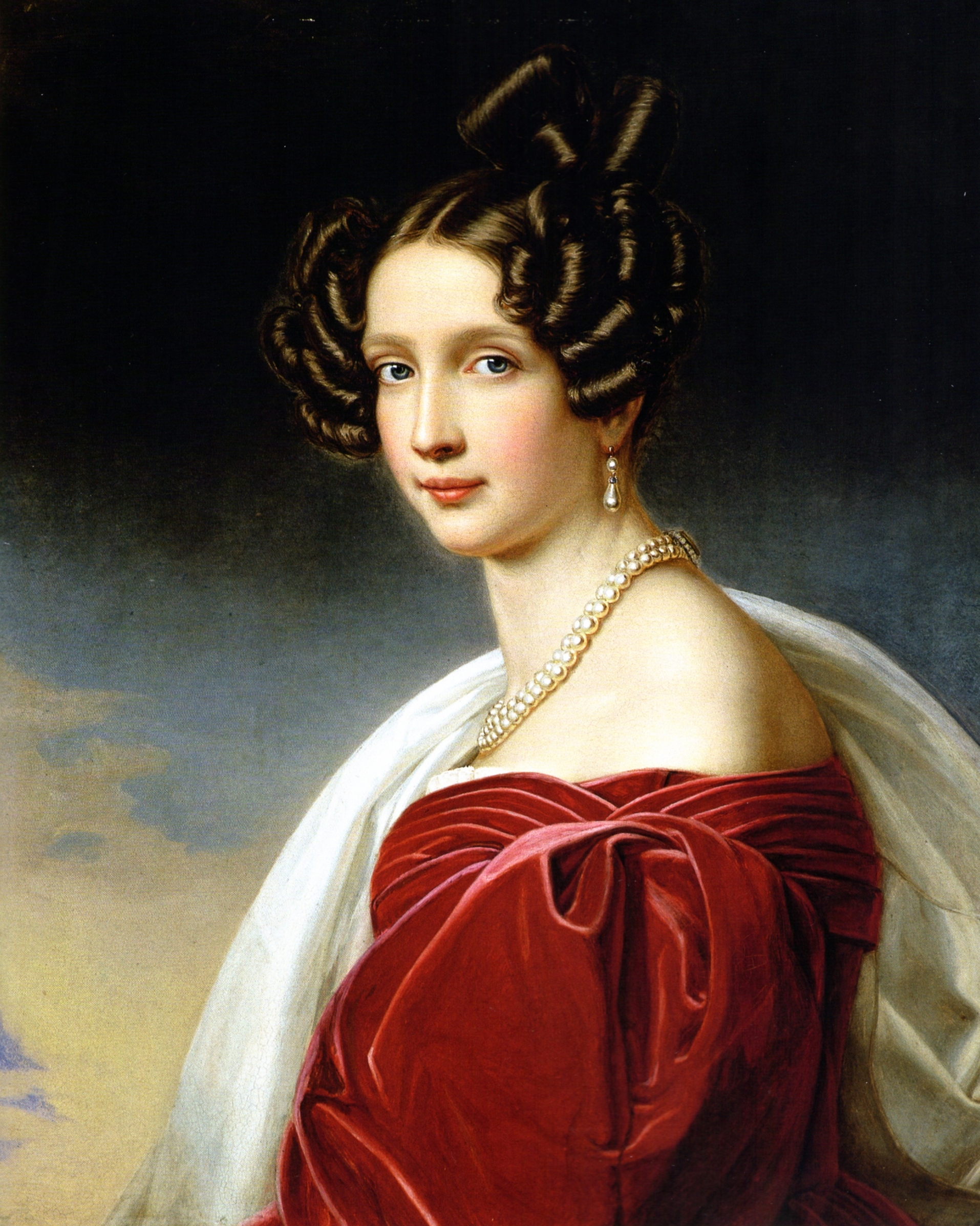
София Баварская
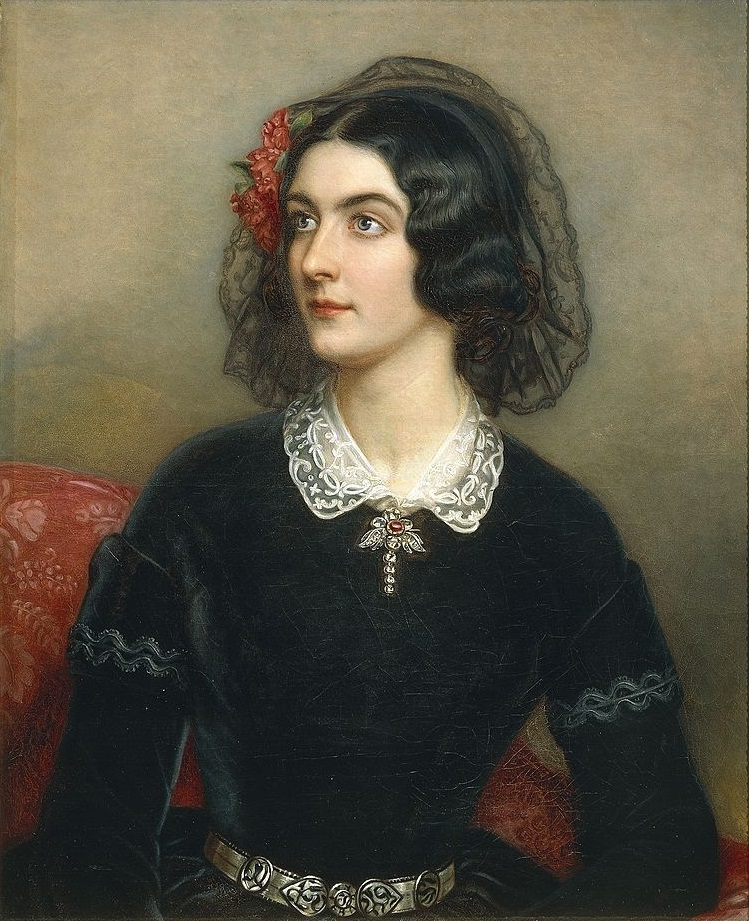
Лола Монтес
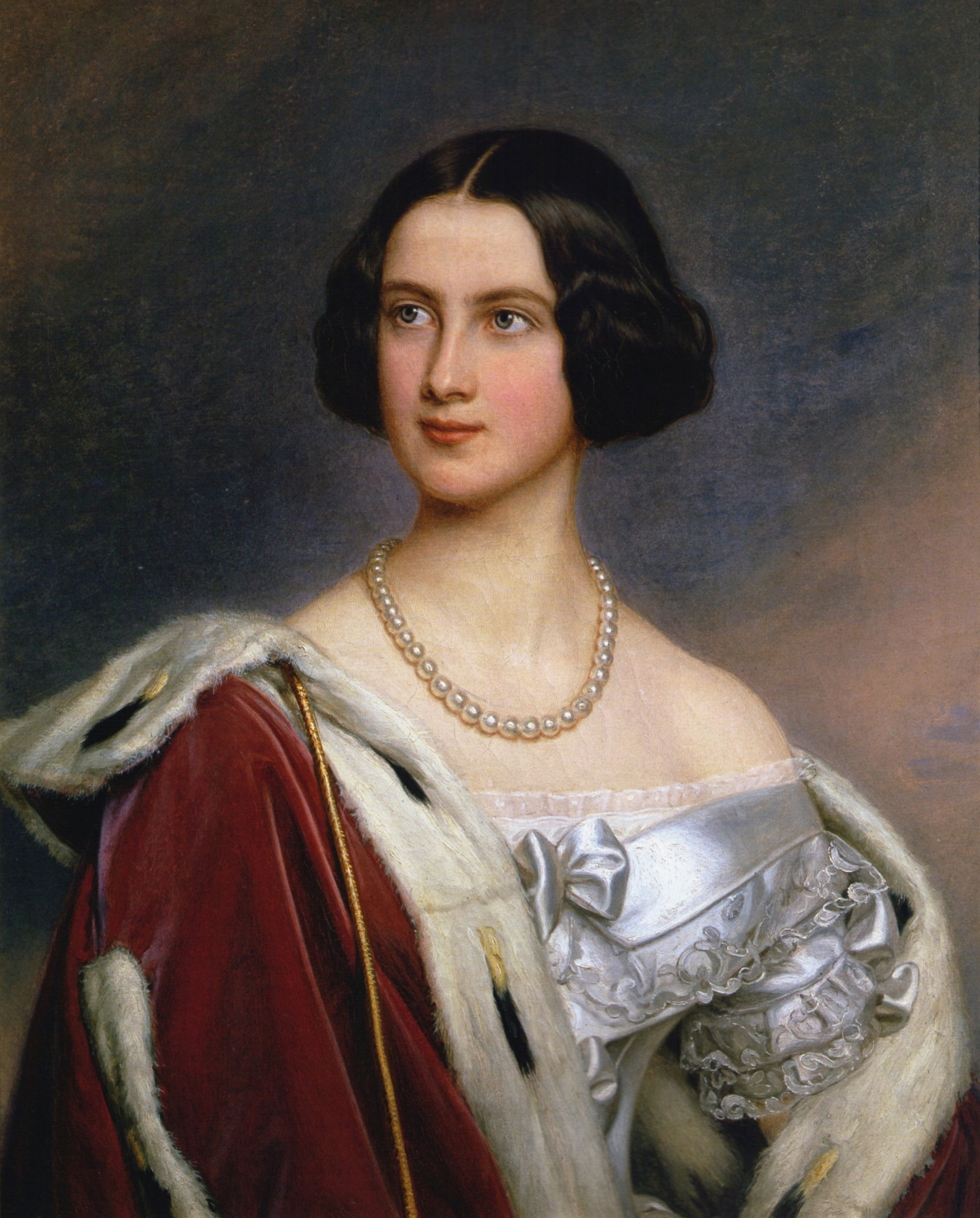
Мария Фридерика Прусская
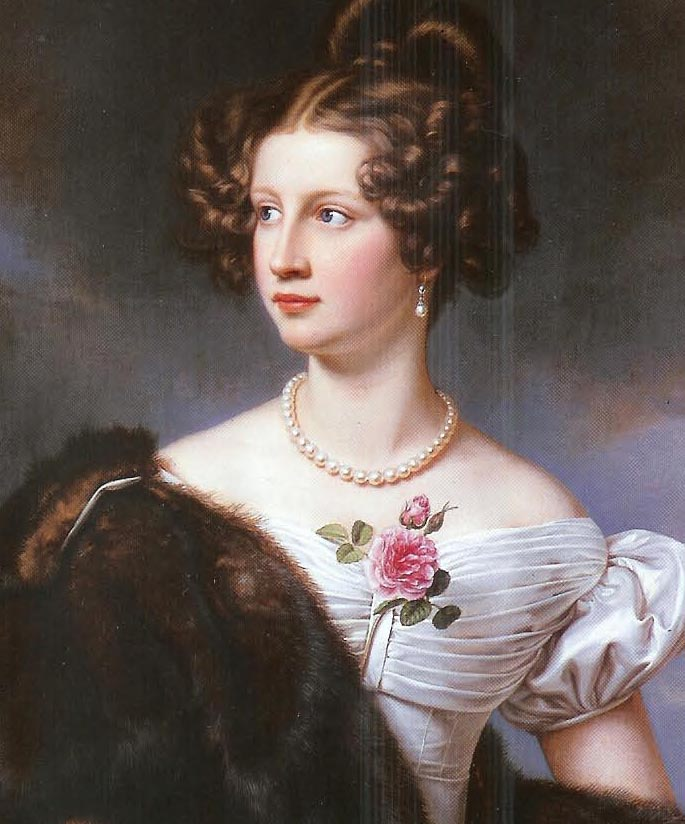
Амалия Крюденер
Хелена Зедльмайр
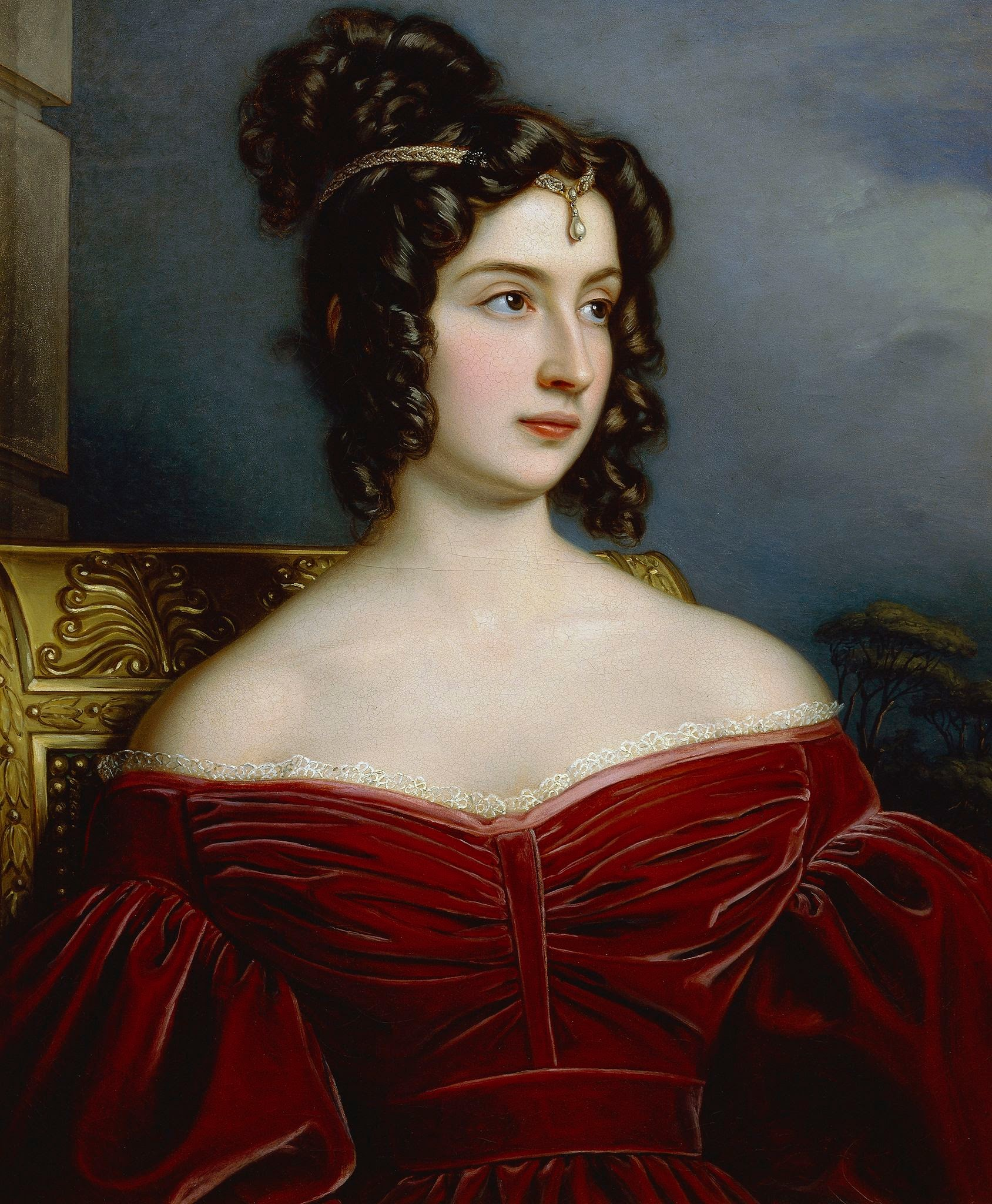
Марианна Флоренци
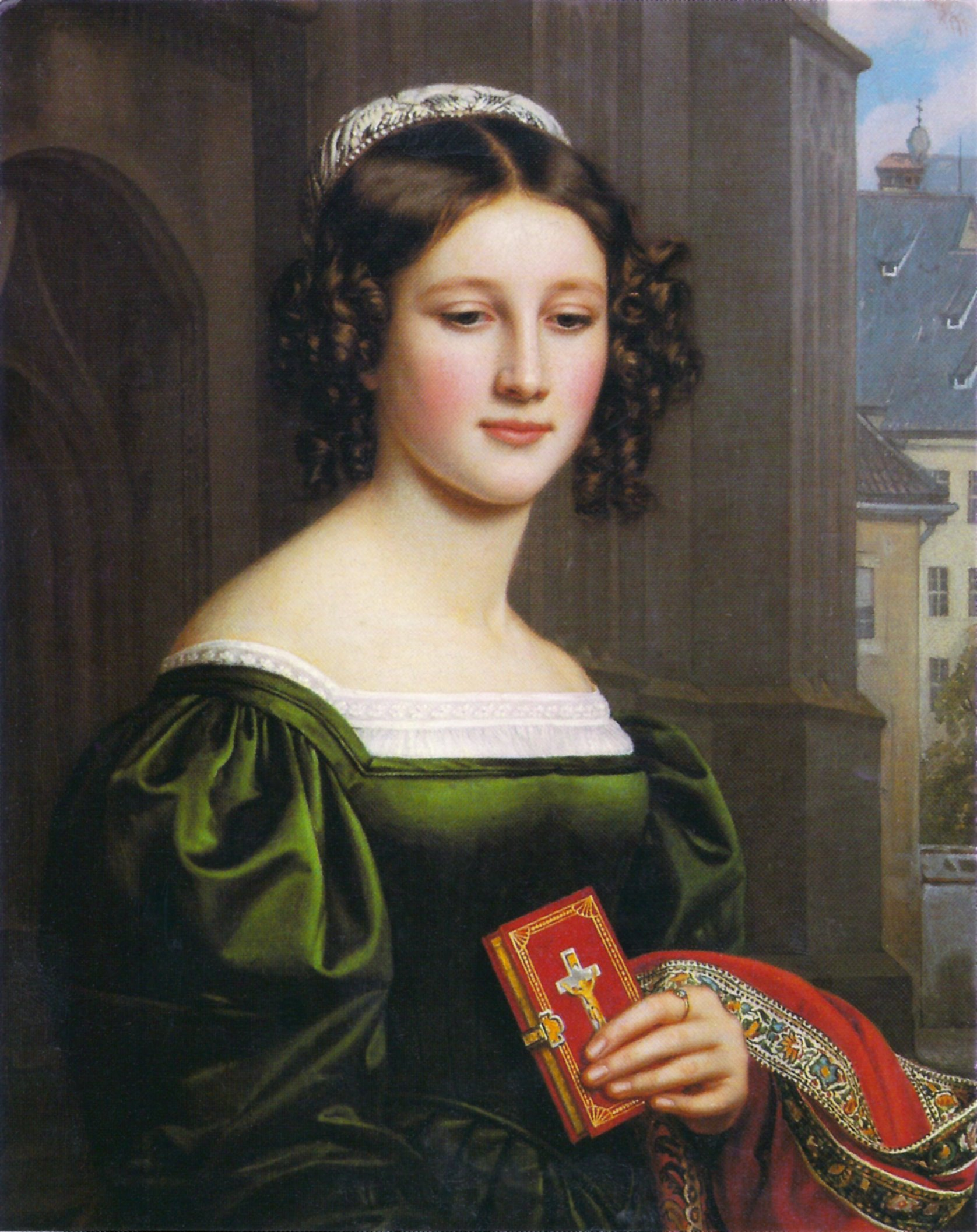
Анна Хиллмаер. 1829
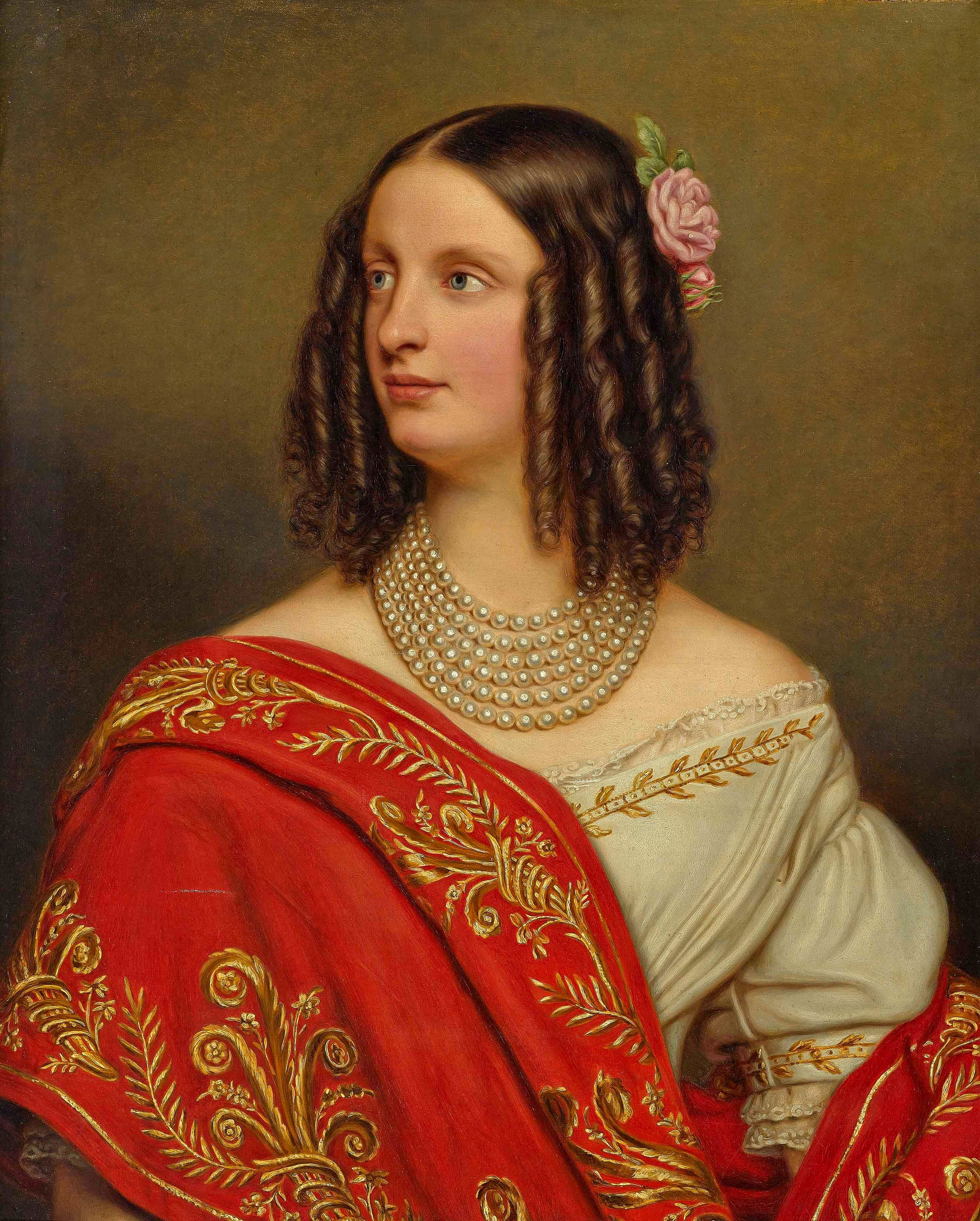
Августа Фердинанда Австрийская
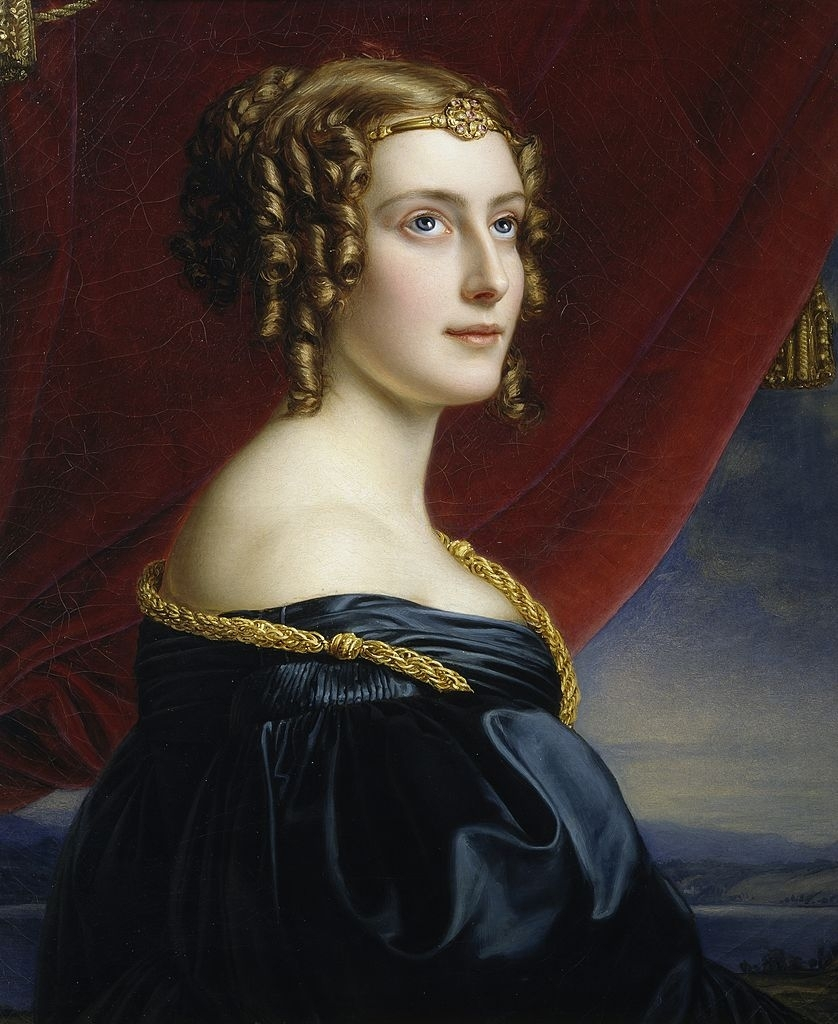
Дигби, Джейн
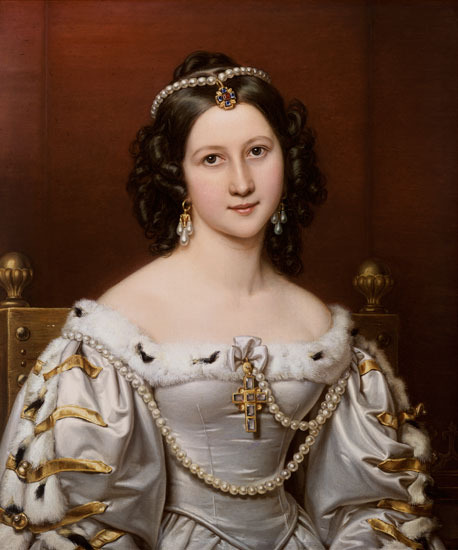
Шарлотта фон Хагн